# Acoran
Acoran é o deus supremo dos guanches da Gran Canária.